# ガンダムバトルタクティクス
『ガンダム バトル タクティクス』 (GUNDAM BATTLE TACTICS) は、2005年9月22日に発売されたPlayStation Portable用ゲームソフト。「ガンダムシリーズ」の一年戦争を題材にした3Dアクションゲーム。制作はアートディンク、発売はバンダイ（後のバンダイナムコゲームス）。後にシリーズ化されることになる「ガンダムバトルシリーズ」の第1作目。
パッケージイラストは森下直親によるもので、ケンプファー、イフリート改、ガンダムEz-8、ガンダムNT-1が描かれている。

## 概要
本作はPlayStation Portable本体発売から約半年後である2005年9月に発売された。ガンダムシリーズのPSP用ゲームとしては2005年8月11日にPlayStation版の移植である『機動戦士ガンダム ギレンの野望 ジオンの系譜』が発売されているが、本作はPSP初のオリジナルのガンダムゲームである。
ゲームジャンルとしては3Dアクションシューティングになり、ガンダムやジム、ザクなどのモビルスーツ（MS）を操作して敵MSを倒して行く。ゲーム開始時に地球連邦軍かジオン公国軍を選択し、主人公となるパイロットの名前と性別を入力する。パイロットは最初はゲームオリジナルのキャラクターのみだが、ミッションをクリアして行くとシロー・アマダやシャア・アズナブルといった原作に登場したキャラクターが使用可能になって行く。モビルスーツはゲーム開始直後はジムまたはザク一機のみだが、ゲームの進行に応じて徐々に強力な機体が使用可能になって行く。
後のシリーズ作品で定番となる戦闘中の武器の換装やカスタマイズポイントによるMSの育成要素はこの時点ではまだ無く、性能は機体ごとに固定となっている。
「窮地にたつガンダム」、「嵐の中で輝いて」、「架空の空」など原作となっているガンダムシリーズから5曲の音楽が使用されている。サウンドは吉田敦、仁志田竜司が担当。
なお、本作では対応しているメモリースティックDuoは2GBのみで、4GB以上のメモリースティックDuoはゲームデータのセーブができないという不具合がある。

## ゲームモード

### ミッション
地球連邦軍、またはジオン公国軍を選択後、オリジナルキャラクターを作成し、次々に現れるミッションをクリアして行くモード。
題材になっている作品は『機動戦士ガンダム』『機動戦士ガンダム0080 ポケットの中の戦争』『機動戦士ガンダム外伝 THE BLUE DESTINY』『機動戦士ガンダム 第08MS小隊』『機動戦士ガンダム外伝 コロニーの落ちた地で』『ジオニックフロント 機動戦士ガンダム0079』『機動戦士ガンダム戦記 Lost War Chronicles』。作品ごとにストーリーが進行するわけではなく、ミッションによって様々な作品のシチュエーションが再現されている。ミッションをクリアするごとにキャラクターの能力が成長し、階級も上がって行く。ただし、舞台となっているのは地上のみのため、機動戦士ガンダムの最終話であるア・バオア・クー戦までは描かれない。
なお、一度クリアしたミッションも再度プレイすることが可能。
ミッション数は地球連邦編、ジオン編それぞれ31ずつ。

### VSモード
特定のステージ内で複数のプレイヤーが戦うモード。複数のPSPを使用して通信対戦を行ったり、CPUを相手に対戦したりできる。1対1、2対2、バトルロイヤルからルールを選択できる。

### ギャラリー
登場するMSのモデリングデータの閲覧ができる「モビルスーツビュアー（MS Viewer）」やBGMやムービーの視聴が行える「ミュージアム（Museum）」モード、プレイ成績を閲覧できる「ウォー・レコード（War Record）」の3つのサブモードがある。

### オプション
BGM、音声、効果音の音量設定やコントローラーのキーアサインの変更ができる。コントローラータイプはA、B、Cの3タイプから選択する。

## ゲームシステム
戦闘では、ミッションごとの目的を達成するとミッションクリアとなる。ミッションの目的を達成できないか、自機のHPが0になるとミッション失敗となる。
また、黄色の「SP」のゲージはスペシャルゲージでこれが満タンになっている時は△+○ボタン同時押しで強力なSPアタックが使用できる。
視点は基本的に自機の後ろからの客観視点だが、セレクトボタンを押すことで主観視点に変更することができる。

## 登場機体
ユニット総数は38。ユニットによっては複数の主兵装を持っているものもあり、例えばガンダムならビーム・ライフルかハイパーバズーカを出撃時に選択することができる。

### U.C.0079（一年戦争）の機体
| 型式番号     | 機体名                                       |
| ------------ | -------------------------------------------- |
| RX-78-1      | プロトタイプガンダム                         |
| RX-78-2      | ガンダム                                     |
| RX-78-2      | ガンダム（MC仕様）                           |
| RX-78-3      | G-3ガンダム                                  |
| RX-77-2      | ガンキャノン                                 |
| RX-75        | ガンタンク                                   |
| RGM-79       | ジム                                         |
| RGM-79       | ジム（ホワイト・ディンゴ隊仕様）             |
| RGM-79[G]    | 陸戦型ジム                                   |
| RX-79[G]     | 陸戦型ガンダム                               |
| RX-79[G]     | 陸戦型ガンダム（ジム頭）                     |
| RX-79[G]Ez-8 | ガンダムEz-8                                 |
| RGM-79SP     | ジムスナイパーII                             |
| RGM-79SP     | ジムスナイパーII（ホワイト・ディンゴ隊仕様） |
| RX-78NT-1    | ガンダムNT-1アレックス                       |
| RX-79BD-1    | ブルーディスティニー1号機                    |
| RX-79BD-3    | ブルーディスティニー3号機                    |
| RX-78-6      | ガンダム6号機                                |

| 型式番号      | 機体名                    |
| ------------- | ------------------------- |
| MS-06F        | ザクII                    |
| MS-06S        | ザクII（指揮官用）        |
| MS-06S        | シャア専用ザクII          |
| MS-06FZ       | ザクII改                  |
| MS-05B        | ザクI                     |
| MS-05B        | ランバ・ラル専用ザクI     |
| MS-05B        | 黒い三連星専用ザクI       |
| MS-07B        | グフ                      |
| MS-07B-3      | グフカスタム              |
| MS-09         | ドム                      |
| MSM-07        | ズゴック                  |
| MSM-07S       | シャア専用ズゴック        |
| MSM-04        | アッガイ                  |
| MSM-03C       | ハイゴッグ                |
| MS-14A        | ゲルググ                  |
| MS-14S        | ゲルググ（指揮官用）      |
| MS-14S        | シャア専用ゲルググ        |
| MS-18E        | ケンプファー              |
| RX-79BD-2     | ブルーディスティニー2号機 |
| MS-08TX[EXAM] | イフリート改              |

## 登場キャラクター
パイロットとして登場するキャラクター数は合計20人。この他、ミッションによっては敵機や僚機にカレンやガースキーなどパイロット名が表示されるサブキャラクターもある。
地球連邦軍(E.F.S.F.)
- 連邦軍パイロット（男）
- 連邦軍パイロット（女）
- アムロ・レイ（古谷徹）
- カイ・シデン（古川登志夫）
- ハヤト・コバヤシ（鈴木清信）
- シロー・アマダ（檜山修之）
- クリスチーナ・マッケンジー（林原めぐみ）
- マット・ヒーリィ（辻谷耕史）
- エイガー（中井和哉）
- ユウ・カジマ

連邦軍サブキャラクター
- カレン・ジョシュワ（小山茉美）
- テリー・サンダースJr.（玄田哲章）
- アニッシュ・ロフマン（白石稔）
- ラリー・ラドリー（岡崎雅紘）

ジオン公国軍（ZEON）
- ジオン軍パイロット（男）
- ジオン軍パイロット（女）
- シャア・アズナブル（池田秀一）
- ランバ・ラル（広瀬正志）
- ガイア（徳丸完）
- アイナ・サハリン（井上喜久子）
- バーナード・ワイズマン（辻谷耕史）
- ノリス・パッカード（市川治）
- ケン・ビーダーシュタット（石田彰）
- ニムバス・シュターゼン（速水奨）

ジオン軍サブキャラクター
- オルテガ（二又一成）
- マッシュ（戸谷公次）
- ニッキ・ロベルト（石田彰）
- シャルロッテ・ヘープナー（黒田由美）
- ジェイク・ガンス（金子亮太）
- ガースキー・ジノビエフ（須永泰行）

## 関連商品
ガンダム バトル タクティクス コンプリートガイド
エンターブレインより2005年11月4日に発売された本作の攻略本。ファミ通責任編集。全144ページ。表紙イラストはガンダムNT-1アレックスのイラスト。
ガンダムバトルロワイヤル
ガンダムバトルクロニクル
ガンダムバトルユニバース
本作の続編。ユニット数やキャラ数、ミッション数は作品を経るごとに増加し、システムも洗練されて行った。
マクロスエースフロンティア
マクロスアルティメットフロンティア
マクロストライアングルフロンティア
本作のゲームシステム（正確にはガンダムバトルユニバースのゲームエンジン）を利用したマクロスシリーズのゲーム作品。